# Audan Bäiterek
Der Audan Bäiterek (kasachisch Бәйтерек ауданы Bäiterek audany, russisch Байтерекский район Baiterekski rajon) ist ein Bezirk im Gebiet Westkasachstan in Kasachstan.

## Bevölkerung
Bei der Volkszählung 1999 hatte der Audan Bäiterek 56.611 Einwohner. Die Volkszählung 2009 ergab für den Bezirk eine Einwohnerzahl von 55.420. Bei der letzten Volkszählung 2021 lebten 58.466 Menschen im Audan Bäiterek. Die Fortschreibung der Bevölkerungszahl ergab zum 1. Januar 2025 eine Einwohnerzahl von 61.735.
| Einwohnerentwicklung               | Einwohnerentwicklung | Einwohnerentwicklung | Einwohnerentwicklung | Einwohnerentwicklung | Einwohnerentwicklung | Einwohnerentwicklung |
| 1959                               | 1970                 | 1979                 | 1989                 | 1999                 | 2009                 | 2021                 |
| ---------------------------------- | -------------------- | -------------------- | -------------------- | -------------------- | -------------------- | -------------------- |
| 25.806                             | 30.850               | 30.897               | 26.563               | 56.611               | 55.420               | 58.466               |
| Anmerkung: Volkszählungsergebnisse |                      |                      |                      |                      |                      |                      |

## Verwaltungsgliederung
Der Audan Bäiterek ist in 22 ländliche Bezirke (kasachisch Ауылдық округ Auyldyq okrug; russisch Сельский округ Selski okrug) gegliedert (Stand: 2021).
| Ländlicher Kreis | Einwohner | Einwohner | Orte                                                                  |
| Ländlicher Kreis | 2009      | 2021      | Orte                                                                  |
| ---------------- | --------- | --------- | --------------------------------------------------------------------- |
| Beles            | 1697      | 1711      | Aqschol, Beles                                                        |
| Darija           | 6052      | 6283      | Darjinskoje, Osernoje                                                 |
| Dostyq           | 4272      | 5132      | Dostyq, Krasny Ural, Tschuwaschinskoje                                |
| Janaikin         | 1309      | 1031      | Bogatsk, Janaikino, Skworkino                                         |
| Janwarzew        | 3020      | 2156      | Janwarzewo, Kirsanowo, Krasnoarmeisk, Petrowo, Spartak, Tschinarewo   |
| Jegindibulaq     | 631       | 514       | Almaly, Jegindibulaq                                                  |
| Köschim          | 4454      | 4040      | Aqsu, Kischi Schaghan, Kolessowo, Köschim, Örken, Ülken Schaghan      |
| Krasnow          | 1344      | 1071      | Astafjewo, Kotelnikowo, Pogodajewo, Tschapurino                       |
| Machambet        | 2279      | 2491      | Gorbunowo, Koschewnikowo, Machambet, Pawlowo                          |
| Makarow          | 1654      | 1697      | Makarowo, Mirnyj, Sadowyj, Schalyn                                    |
| Mitschurin       | 7486      | 9718      | Assan, Mitschurin, Oktjabr, Schambyl, Selenoje                        |
| Peremetnoje      | 6510      | 6925      | Bolaschaq, Kalininskoje, Peremetnoje, Poliwnoje, Qaraschar, Sabrodino |
| Rasdolny         | 751       | 566       | Aqbidai, Rasdolny                                                     |
| Rubeschin        | 1649      | 1482      | Rubeschinskoje                                                        |
| Schalghai        | 1112      | 767       | Karpowo, Schalghai, Talowaja                                          |
| Schelesnow       | 1859      | 1559      | Gremjatscheje, Nowenkij, Schelesnow                                   |
| Schtschapow      | 1547      | 2051      | Schangatang, Schtschapowo                                             |
| Seleny           | 1611      | 1381      | Selenoje                                                              |
| Sulu Köl         | 527       | 448       | Sulu Köl                                                              |
| Trekin           | 4571      | 6596      | Wolodarskoje, Nowenkoje, Schajyq, Trekino                             |
| Tschebotarew     | 604       | 470       | Chamino, Tschebotarewo                                                |
| Tschirow         | 481       | 377       | Balabanowo, Tschirowo                                                 |